# Let Poland be Poland (emisiune TV)
Let Poland be Poland (Lăsați Polonia să fie Polonia) – o emisiune TV realizată de Marty Pasetta, produsă de Agenția Internațională de Comunicații a Statelor Unite în colaborare cu Departamentul Apărării al SUA. A fost difuzat pe 31 ianuarie 1982.

## Descriere
Emisiunea a fost vizualizată de 185 de milioane de spectatori din 50 de țări din întreaga lume. Vocea Americii a realizat versiunea audio a emisiunii, în 39 de limbi. Emisiunea a fost difuzată și de Radio Europa Liberă, Radio Libertatea și Radio France Internationale.
Lăsați Polonia să fie Polonia este o relatare a evenimentelor din 30 ianuarie 1982. Ziua respectivă a fost declarată drept Ziua Solidarității.
Gazda emisiunii a fost Charlton Heston. Printre participanți s-au numărat Romuald Spasowski, Zdzisław Rurarz, Adam Makowicz, Czesław Miłosz, Mstisław Rostropowicz, Kirk Douglas, Max von Sydow, James Miechener, Henry Fonda, Glenda Jackson, Benny Andersson, Agnetha Fältskog, Anni-Frid Lyngstad, Paul McCartney, Björn Ulvaeus, Orson Welles, Madeleine Albright. Piesa „Ever Homeward” a fost interpretată de Frank Sinatra (un fragment a fost interpretat în limba polonă).
Numeroși șefi de stat și politicieni au fost sunați în timpul emisiunii pentru un punct de vedere. Printre ei s-au aflat președintele Statelor Unite Ronald Reagan, prim-ministrul Marii Britanii Margaret Thatcher, prim-ministrul Portugaliei Francisco Pinto Balsemão, cancelarul Republicii Federale Germania Helmut Schmidt, prim-ministrul Islandei Gunnar Thoroddsen, prim-ministrul Belgiei Wilfried Martens, prim-ministrul Japoniei Zenkō Suzuki, prim-ministru al Italiei Arnaldo Forlani, prim-ministrul Norvegiei Kåre Willoch, prim-ministrul Canadei Pierre Trudeau, prim-ministrul Turciei Bülent Ulusu, prim-ministrul Luxemburgului Pierre Werner, prim-ministrul Spaniei Adolfo Suárez González, președintele Franței François Mitterrand, purtătorul de cuvânt al Camerei Reprezentanților din SUA Tip O’Neill, liderul majorității din Senatul SUA Howard Baker, senatorul și membrul Comisiei pentru Afaceri Externe al Camerei Reprezentanților din SUA Clement J. Zablocki.
Politicienii s-au axat pe criticarea autorităților polone și sovietice autoritare, exprimându-și sprijinul pentru poporul polon și solidaritatea cu cei reprimați, promițând și ajutoare, inclusiv de natură materială.
Emisiunea a inclus înregistrări ale demonstrațiilor de sprijin cu poporul polon, organizate în diferite orașe ale lumii: New York, Londra, Bruxelles, Tōkyō, Lisabona, Sydney, Washington, Toronto, Chicago.
Numele emisiunii făcea trimitere la cântecul „Żeby Polska była Polską” (Lăsați Polonia să fie Polonia), compus de Jan Pietrzak.
În Polonia, emisiunea a fost difuzată pentru prima oară de TVP Historia pe 13 decembrie 2011.